# César Abis Gundián
César Abis Gundián (Gijón, 1903-Moscú, 1968) fue un obrero y militante comunista español.

## Biografía
Nació en Gijón en 1903. Obrero ferroviario de profesión, se afilió al Partido Comunista de España (PCE) en 1933. Tras el estallido de la Guerra civil pasó a formar parte del comisariado político del Ejército Popular de la República, ejerciendo como comisario de la 27.ª División desde agosto de 1938. Al final de la contienda se vio obligado a partir al exilio, instalándose en la Unión Soviética. Allí trabajaría como obrero en Kramatorsk y en la fábrica Boriets de Moscú.
Falleció en Moscú el 18 de junio de 1968.